# Autoritatea Națională de Control
Autoritatea Națională de Control a fost o structură a administrației publice centrale, aflată în subordinea Guvernului care avea rolul de a aplica strategia și programul de guvernare în domeniul exercitării funcțiilor autorităților de control. Autoritatea era condusă de ministrul delegat pentru coordonarea autorităților de control, funcție a cărei înființare a fost aprobată prin Hotărârea Parlamentului României nr. 16/19 iunie 2003. La data de 21 ianuarie 2005, funcția de ministru delegat pentru coordonarea activităților de control a fost desființată.
Printre altele, în subordinea  Autorității Naționale de Control ca organ cu atribuții de control financiar – fiscal – vamal, au fost trecute Garda Financiară și Autoritatea Națională a Vămilor, care au fost revenit în subordinea Ministerului Finanțelor Publice ca efect al Ordonanței Guvernului nr. 8/2005.
Autoritatea Națională de Control a fost desființată în luna iunie 2005, prin Ordonanța de Urgență a Guvernului nr. 49/2005. Bugetul, patrimoniul, numărul de posturi și personalul Autorității au fost preluate de Cancelaria Primului-Ministru, iar diversele atribuții de control deținute de Autoritate au revenit organelor specializate din subordinea ministerelor.